# Пишарело (Витербо)
Пишарело је насеље у Италији у округу Витербо, региону Лацио.
Према процени из 2011. у насељу је живело 265 становника. Насеље се налази на надморској висини од 92 м.